# ЛИНКС
Линкс је вишецевни бацач ракета развијен и произведен од стране Израелске војне индустрије (IMI) и коришћен од стране Израелских одбрамбених снага као и од стране других држава.
Може бити подешен за ношење разних врста ракета у два запечаћена под контејера configured: 40 (2 контејнера са по x 20 ракета у сваком) 122mm Град ракете; или 26 (2x13) 160mm Лар-160 или Акулар ракете; или осам (2x4) 300mm Екстра ракета; или четири (2x2) Предатор Хок тактичке балистичке ракете; или две (2x1) Делила ракете.